# الولع بالآلات

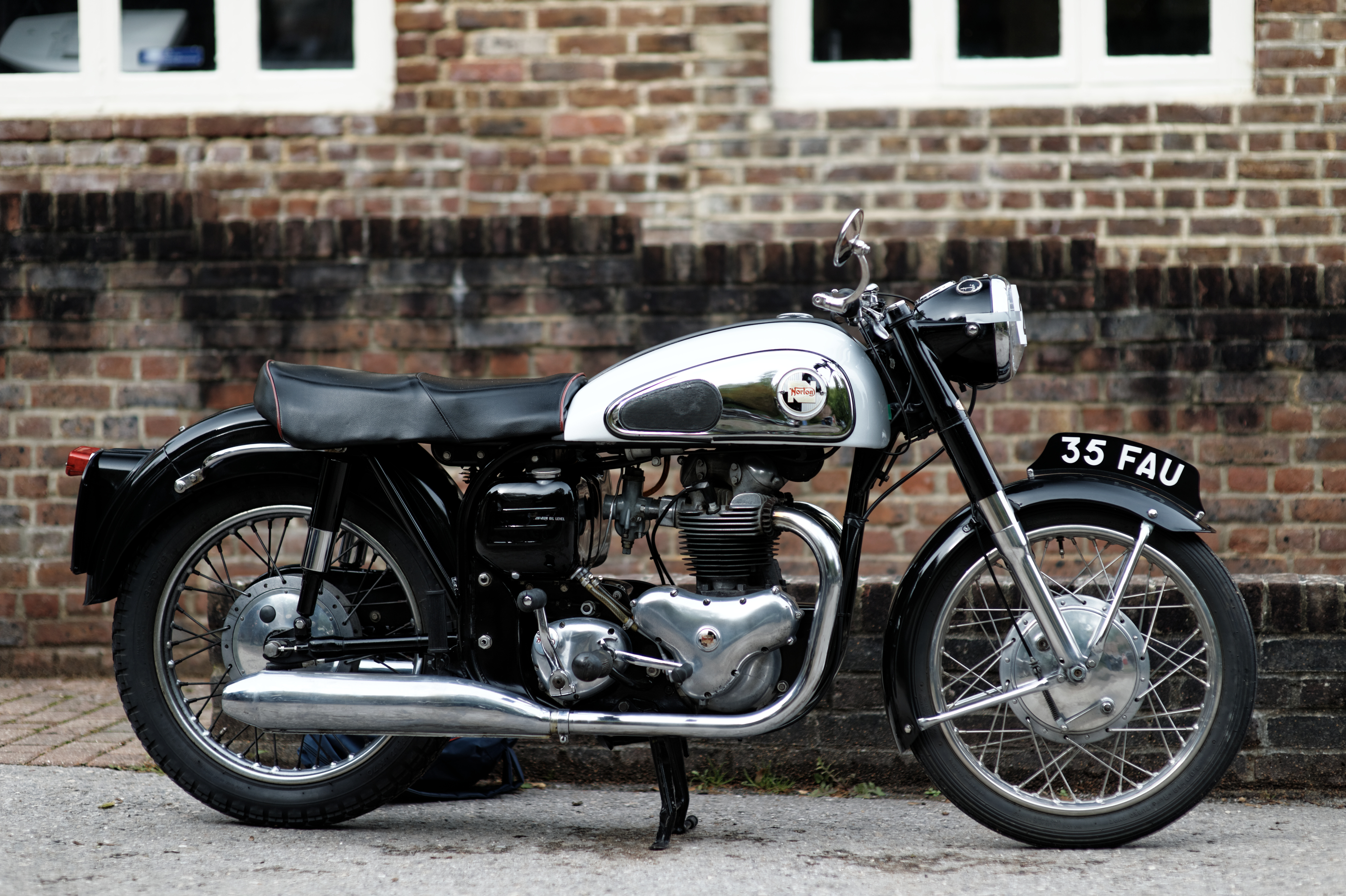

الولع بالآلات أو الميكانوفيليا (بالإنجليزية: Mechanophilia)‏ هو أحد أشكال الشذوذ الجنسي (بارافيليا) تنطوي على الانجذاب الجنسي للآلات مثل الدراجات الهوائية، السيارات، المروحيات، السفن، والطائرات.
تعامل الميكانوفيليا كجريمة في بعض الدول، مثل المملكة المتحدة، مع وضع مرتكبي الجرائم في سجل مرتكبي الجرائم الجنسية بعد المحاكمة. 